# Liga das Nações da UEFA de 2024–25
A Liga das Nações da UEFA de 2024–25 foi a quarta edição da Liga das Nações da UEFA, campeonato bienal de seleções europeias organizado pela União das Associações Europeias de Futebol (UEFA), reunindo os 54 países membros da UEFA. A competição foi realizada de setembro a novembro de 2024 (fase da liga), março de 2025 (quartas de final da Liga A e play-offs de promoção/rebaixamento) e junho de 2025 (finais da Liga das Nações).

## Formato
As seleções nacionais da UEFA serão divididas em quatro ligas, com as Ligas A, B e C contando com 16 equipes cada, divididas em quatro grupos de quatro equipes. A Liga D contará com 6 equipes divididas em dois grupos de três equipes. As equipes são alocadas em ligas com base na classificação geral da Liga das Nações da UEFA de 2022–23. Cada equipe jogará seis partidas em seu grupo, exceto as equipes da Liga D, que jogarão quatro, usando o formato round-robin em casa e fora em jornadas duplas no Calendário Internacional de Jogos da FIFA.
No dia 25 de janeiro de 2023, o Comité Executivo da UEFA confirmou um formato modificado para a Liga das Nações após a fase da liga. Na primeira divisão, Liga A, os vencedores e vice-campeões dos grupos avançarão para uma nova rodada das quartas de final, disputada em casa e fora de casa em duas partidas em março de 2025. Os vencedores se classificarão para o Finais da Liga das Nações, mantendo o formato anterior, que é disputado em formato de mata-mata, composto por semifinais, play-off do terceiro lugar e final. Os pares das semifinais, juntamente com as equipes administrativas da casa para o play-off e final do terceiro lugar, são determinados por sorteio. O país anfitrião será seleccionado entre as quatro equipas qualificadas pelo Comité Executivo da UEFA, sendo os vencedores da final coroados campeões da Liga das Nações.
As equipes também competirão pela promoção e rebaixamento para uma liga superior ou inferior. Os vencedores dos grupos nas Ligas B, C e D são promovidos, enquanto os últimos colocados de cada grupo nas Ligas A e B são rebaixados. Como a Liga C tem quatro grupos, enquanto a Liga D tem apenas dois, os dois times da Liga C com pior classificação serão automaticamente rebaixados (uma mudança em relação às edições anteriores, que contavam com play-outs de rebaixamento entre os quartos colocados da Liga C). Como parte da mudança de formato, também serão introduzidos play-offs de promoção/rebaixamento, com os terceiros colocados da Liga A enfrentando os vice-campeões da Liga B, os terceiros colocados da Liga B enfrentando os vice-campeões da Liga C, e os dois quartos colocados mais bem classificados da Liga C enfrentam os vice-campeões da Liga D. As partidas serão novamente disputadas em casa e fora em duas mãos em março de 2025, com os vencedores indo para o maior liga e os perdedores entrando na liga inferior.
Em todas as eliminatórias a duas mãos, a equipa com melhor classificação recebe a segunda mão. A equipe que marcar mais gols no total é a vencedora. Se o placar agregado estiver empatado, será disputada prorrogação (a regra dos gols fora de casa não se aplica). Se o placar permanecer igual após a prorrogação, uma disputa de pênaltis será usada para decidir o vencedor.

## Critérios de desempate para classificação do grupo
Se duas ou mais equipes do mesmo grupo estiverem empatadas em pontos ao final da fase da liga, serão aplicados os seguintes critérios de desempate:
- Maior número de pontos obtidos nas partidas disputadas entre as equipes em questão;
- Saldo de gols superior nas partidas disputadas entre as equipes em questão;
- Maior número de gols marcados nas partidas disputadas entre as equipes em questão;
- Se, após a aplicação dos critérios 1 a 3, as equipas continuarem com a mesma classificação, os critérios 1 a 3 são reaplicados exclusivamente aos jogos entre as equipas em questão para determinar a sua *classificação final. [nota 1] Se este procedimento não conduzir a uma decisão, aplicam-se os critérios 5 a 11;
- Saldo de gols superior em todas as partidas do grupo;
- Maior número de gols marcados em todos os jogos do grupo;
- Maior número de gols marcados fora de casa em todos os jogos da fase de grupos;
- Maior número de vitórias em todas as partidas do grupo;
- Maior número de vitórias fora de casa em todos os jogos da fase de grupos;
- Menor total de pontos disciplinares em todas as partidas do grupo (1 ponto por um único cartão amarelo, 3 pontos por um cartão vermelho devido a dois cartões amarelos, 3 pontos por um cartão vermelho direto, 4 pontos por um cartão amarelo seguido de um cartão vermelho direto);
- Posição na lista de acesso da Liga das Nações da UEFA de 2024–25.

### Qualificação para a Copa do Mundo FIFA 2026
A Liga das Nações da UEFA de 2024–25 estará parcialmente ligada à qualificação europeia para a Copa do Mundo FIFA de 2026. Os doze segundos classificados dos grupos de qualificação e os quatro vencedores dos grupos da Liga das Nações mais bem classificados que não sejam vencedores ou segundos classificados dos grupos de qualificação serão sorteados em quatro caminhos de play-off de meias-finais e finais de uma só mão para determinar as últimas quatro seleções da UEFA a se classificarem para a Copa do Mundo.

## Calendário
A lista de jogos foi confirmada pela UEFA em 9 de fevereiro de 2024, no dia seguinte ao sorteio.
| Fase                     | Rodada                      | Datas               |
| ------------------------ | --------------------------- | ------------------- |
| Fase de grupos           | Primeira rodada             | 2–10 setembro 2024  |
| Fase de grupos           | Segunda rodada              | 2–10 setembro 2024  |
| Fase de grupos           | Terceira rodada             | 7–15 outubro 2024   |
| Fase de grupos           | Quarta rodada               | 7–15 outubro 2024   |
| Fase de grupos           | Quinta rodada               | 11–19 novembro 2024 |
| Fase de grupos           | Sexta rodada                | 11–19 novembro 2024 |
| Fase final               | Semifinais                  | 2–10 Junho 2025     |
| Fase final               | Disputa pelo terceiro lugar |                     |
| Fase final               | Final                       |                     |
| Play-off de rebaixamento | Partidas de ida             | 17–25 de março 2025 |
| Play-off de rebaixamento | Partidas de volta           | 17–25 de março 2025 |

## Equipes

Map showing the leagues each national team will participate in.
League A
League B
League C
League D
To be determined
Team banned from competition

Todas as 54 seleções nacionais da UEFA puderam inscrever-se para a competição, exceto a Rússia, devido à invasão da Ucrânia pelo seu país. Os times que terminaram em último lugar em seus grupos nas Ligas A e B, bem como os perdedores dos play-outs de rebaixamento da Liga C, da temporada 2022–23 descerão uma liga, enquanto os vencedores dos grupos das Ligas B , C e D subirão. As demais equipes permanecerão em suas respectivas ligas.
Em entrevista ao site polonês meczyki.pl, o vice-presidente da UEFA, Zbigniew Boniek, disse que todas as dez equipes da CONMEBOL, federação sul-americana de futebol, poderão ingressar na Liga das Nações da UEFA a partir da edição 2024–25 da competição. Os planos, que funcionariam como uma resposta aos planos bienais da FIFA para a Copa do Mundo, pretendiam fazer parte de uma cooperação reforçada entre as duas organizações após a assinatura de um memorando de entendimento e a abertura de um escritório conjunto em Londres. No entanto, tal expansão tornou-se improvável depois que a CONMEBOL apresentou um pedido à FIFA para manter o formato de qualificação round-robin para a Copa do Mundo FIFA de 2026. Em 25 de janeiro de 2023, o Comitê Executivo da UEFA confirmou o formato da Liga das Nações da UEFA de 2024–25, sem a adição de seleções sul-americanas.
As equipes abaixo são ordenadas dentro de suas ligas pela classificação geral da Liga das Nações da UEFA de 2022–23. A UEFA confirmou a atribuição de equipas a cada liga e aos potes de cabeças-de-série, a 2 de dezembro de 2023. 
| Aumento | Promovido na temporada anterior |
| Baixa   | Rebaixado na temporada anterior |

| Pot | Team                 | Prv     | Rank |
| --- | -------------------- | ------- | ---- |
| 1   | Espanha              |         | 1    |
| 1   | Croácia              |         | 2    |
| 1   | Itália               |         | 3    |
| 1   | Países Baixos        |         | 4    |
| 2   | Dinamarca            |         | 5    |
| 2   | Portugal             |         | 6    |
| 2   | Bélgica              |         | 7    |
| 2   | Hungria              |         | 8    |
| 3   | Suíça                |         | 9    |
| 3   | Alemanha             |         | 10   |
| 3   | Polónia              |         | 11   |
| 3   | França               |         | 12   |
| 4   | Israel               | Aumento | 17   |
| 4   | Bósnia e Herzegovina | Aumento | 18   |
| 4   | Sérvia               | Aumento | 19   |
| 4   | Escócia              | Aumento | 20   |

| Pot | Team          | Prv     | Rank |
| --- | ------------- | ------- | ---- |
| 1   | Áustria       | Baixa   | 13   |
| 1   | Tchéquia      | Baixa   | 14   |
| 1   | Inglaterra    | Baixa   | 15   |
| 1   | País de Gales | Baixa   | 16   |
| 2   | Finlândia     |         | 21   |
| 2   | Ucrânia       |         | 22   |
| 2   | Islândia      |         | 23   |
| 2   | Noruega       |         | 24   |
| 3   | Eslovênia     |         | 25   |
| 3   | Irlanda       |         | 26   |
| 3   | Albânia       |         | 27   |
| 3   | Montenegro    |         | 28   |
| 4   | Geórgia       | Aumento | 33   |
| 4   | Grécia        | Aumento | 34   |
| 4   | Turquia       | Aumento | 35   |
| 4   | Cazaquistão   | Aumento | 36   |

| Pot | Team               | Prv     | Rank  |
| --- | ------------------ | ------- | ----- |
| 1   | Romênia            | Baixa   | 29    |
| 1   | Suécia             | Baixa   | 30    |
| 1   | Armênia            | Baixa   | 31    |
| 1   | Luxemburgo         |         | 37    |
| 2   | Azerbaijão         |         | 38    |
| 2   | Kosovo             |         | 39    |
| 2   | Bulgária           |         | 40    |
| 2   | Ilhas Faroé        |         | 41    |
| 3   | Macedônia do Norte |         | 42    |
| 3   | Eslováquia         |         | 43    |
| 3   | Irlanda do Norte   |         | 44    |
| 3   | Chipre             |         | 45    |
| 4   | Bielorrússia       |         | 46    |
| 4   | TBD                |         | 47–48 |
| 4   | Estónia            | Aumento | 49    |
| 4   | Letónia            | Aumento | 50    |

| Team      | Rank |
| --------- | ---- |
| Lituânia  | 47   |
| Gibraltar | 48   |

| Pot | Team          | Prv   | Rank  |
| --- | ------------- | ----- | ----- |
| 1   | TBD           | Baixa | 47–48 |
| 1   | Moldávia      |       | 51    |
| 2   | Malta         |       | 52    |
| 2   | Andorra       |       | 53    |
| 2   | San Marino    |       | 54    |
| 2   | Liechtenstein |       | 55    |

| Team   | Rank |
| ------ | ---- |
| Rússia | 32   |

## Sorteio
O sorteio da fase da liga foi em Paris , França, no dia 8 de fevereiro de 2024, às 18h00 CET , juntamente com o Congresso da UEFA.  O congresso e o sorteio foram originalmente planejados para acontecer em Madrid , mas foram realocados devido ao escândalo de Luis Rubiales .  A lista de acesso, seeding e procedimento de sorteio foram confirmados em 2 de dezembro de 2023. 

## Liga A

### Grupo 1
| Pos | Equipe      | Pts | J | V | E | D | GP | GC | SG | Classificação ou descenso |  | POR | CRO | SCO | POL |
| --- | ----------- | --- | - | - | - | - | -- | -- | -- | ------------------------- |  | --- | --- | --- | --- |
| 1   | Portugal    | 14  | 6 | 4 | 2 | 0 | 13 | 5  | +8 | Quartas de final          |  | —   | 2–1 | 2–1 | 5–1 |
| 2   | Croácia     | 8   | 6 | 2 | 2 | 2 | 8  | 8  | 0  | Quartas de final          |  | 1–1 | —   | 2–1 | 1–0 |
| 3   | Escócia     | 7   | 6 | 2 | 1 | 3 | 7  | 8  | −1 | Play-offs de Rebaixamento |  | 0–0 | 1–0 | —   | 2–3 |
| 4   | Polónia (R) | 4   | 6 | 1 | 1 | 4 | 9  | 16 | −7 | Rebaixado à Liga B        |  | 1–3 | 3–3 | 1–2 | —   |

### Grupo 2
| Pos | Equipe     | Pts | J | V | E | D | GP | GC | SG | Classificação ou descenso |  | FRA | ITA | BEL | ISR |
| --- | ---------- | --- | - | - | - | - | -- | -- | -- | ------------------------- |  | --- | --- | --- | --- |
| 1   | França     | 13  | 6 | 4 | 1 | 1 | 12 | 6  | +6 | Quartas de final          |  | —   | 1–3 | 2–0 | 0–0 |
| 2   | Itália     | 13  | 6 | 4 | 1 | 1 | 13 | 8  | +5 | Quartas de final          |  | 1–3 | —   | 2–2 | 4–1 |
| 3   | Bélgica    | 4   | 6 | 1 | 1 | 4 | 6  | 9  | −3 | Play-offs de Rebaixamento |  | 1–2 | 0–1 | —   | 3–1 |
| 4   | Israel (R) | 4   | 6 | 1 | 1 | 4 | 5  | 13 | −8 | Rebaixado à Liga B        |  | 1–4 | 1–2 | 1–0 | —   |

1. 1 2  Empatados em resultados de confronto direto. Diferença geral de gols: França +6, Itália +5.
2. 1 2  Empatados em pontos de confronto direto. Diferença de gols de confronto direto: Bélgica +1, Israel –1.

### Grupo 3
| Pos | Equipe                   | Pts | J | V | E | D | GP | GC | SG  | Classificação ou descenso |  | GER | NED | HUN | BIH |
| --- | ------------------------ | --- | - | - | - | - | -- | -- | --- | ------------------------- |  | --- | --- | --- | --- |
| 1   | Alemanha                 | 14  | 6 | 4 | 2 | 0 | 18 | 4  | +14 | Quartas de final          |  | —   | 1–0 | 5–0 | 7–0 |
| 2   | Países Baixos            | 9   | 6 | 2 | 3 | 1 | 13 | 7  | +6  | Quartas de final          |  | 2–2 | —   | 4–0 | 5–2 |
| 3   | Hungria                  | 6   | 6 | 1 | 3 | 2 | 4  | 11 | −7  | Play-offs de Rebaixamento |  | 1–1 | 1–1 | —   | 0–0 |
| 4   | Bósnia e Herzegovina (R) | 2   | 6 | 0 | 2 | 4 | 4  | 17 | −13 | Rebaixado à Liga B        |  | 1–2 | 1–1 | 0–2 | —   |

### Grupo 4
| Pos | Equipe    | Pts | J | V | E | D | GP | GC | SG | Classificação ou descenso |  | ESP | DEN | SRB | SUI |
| --- | --------- | --- | - | - | - | - | -- | -- | -- | ------------------------- |  | --- | --- | --- | --- |
| 1   | Espanha   | 16  | 6 | 5 | 1 | 0 | 13 | 4  | +9 | Quartas de final          |  | —   | 1–0 | 3–0 | 3–2 |
| 2   | Dinamarca | 8   | 6 | 2 | 2 | 2 | 7  | 5  | +2 | Quartas de final          |  | 1–2 | —   | 2–0 | 2–0 |
| 3   | Sérvia    | 6   | 6 | 1 | 3 | 2 | 3  | 6  | −3 | Play-offs de Rebaixamento |  | 0–0 | 0–0 | —   | 2–0 |
| 4   | Suíça (R) | 2   | 6 | 0 | 2 | 4 | 6  | 14 | −8 | Rebaixado à Liga B        |  | 1–4 | 2–2 | 1–1 | —   |

### Quartas de Finais
A primeira e a segunda mão serão disputadas em março de 2025.
| Chave | Equipe 1      | Total         | Equipe 2 | Ida | Volta |
| ----- | ------------- | ------------- | -------- | --- | ----- |
| S1    | Países Baixos | 5–5 (4–5 Pen) | Espanha  | 2–2 | 3–3   |
| S2    | Croácia       | 2–2 (4–5 Pen) | França   | 2–0 | 0–2   |
| S3    | Dinamarca     | 3–5           | Portugal | 1–0 | 2–5   |
| S4    | Itália        | 4–5           | Alemanha | 1–2 | 3–3   |

## Liga B

### Grupo 1
| Pos | Equipe       | Pts | J | V | E | D | GP | GC | SG | Classificação ou descenso                   |  | CZE | UKR | GEO | ALB |
| --- | ------------ | --- | - | - | - | - | -- | -- | -- | ------------------------------------------- |  | --- | --- | --- | --- |
| 1   | Tchéquia (P) | 11  | 6 | 3 | 2 | 1 | 9  | 8  | +1 | Promoção para Liga A                        |  | —   | 3–2 | 2–1 | 2–0 |
| 2   | Ucrânia      | 8   | 6 | 2 | 2 | 2 | 8  | 8  | 0  | Qualificação para play-offs de promoção     |  | 1–1 | —   | 1–0 | 1–2 |
| 3   | Geórgia      | 7   | 6 | 2 | 1 | 3 | 7  | 6  | +1 | Qualificação para play-offs de rebaixamento |  | 4–1 | 1–1 | —   | 0–1 |
| 4   | Albânia (R)  | 7   | 6 | 2 | 1 | 3 | 4  | 6  | −2 | Rebaixado à Liga C                          |  | 0–0 | 1–2 | 0–1 | —   |

1. 1 2  Empatados em resultados frente a frente. Diferença geral de gols: Geórgia +1, Albânia –2.

### Grupo 2
| Pos | Equipe         | Pts | J | V | E | D | GP | GC | SG  | Classificação ou descenso                   |  | ENG | GRE | IRL | FIN |
| --- | -------------- | --- | - | - | - | - | -- | -- | --- | ------------------------------------------- |  | --- | --- | --- | --- |
| 1   | Inglaterra (P) | 15  | 6 | 5 | 0 | 1 | 16 | 3  | +13 | Promoção para Liga A                        |  | —   | 1–2 | 5–0 | 2–0 |
| 2   | Grécia         | 15  | 6 | 5 | 0 | 1 | 11 | 4  | +7  | Qualificação para play-offs de promoção     |  | 0–3 | —   | 2–0 | 3–0 |
| 3   | Irlanda        | 6   | 6 | 2 | 0 | 4 | 3  | 12 | −9  | Qualificação para play-offs de rebaixamento |  | 0–2 | 0–2 | —   | 1–0 |
| 4   | Finlândia (R)  | 0   | 6 | 0 | 0 | 6 | 2  | 13 | −11 | Rebaixado à Liga C                          |  | 1–3 | 0–2 | 1–2 | —   |

1. 1 2  Empatados em pontos de confronto direto. Diferença de gols de confronto direto: Inglaterra +2, Grécia −2.

### Grupo 3
| Pos | Equipe          | Pts | J | V | E | D | GP | GC | SG  | Classificação ou descenso                   |  | NOR | AUT | SVN | KAZ |
| --- | --------------- | --- | - | - | - | - | -- | -- | --- | ------------------------------------------- |  | --- | --- | --- | --- |
| 1   | Noruega (P)     | 13  | 6 | 4 | 1 | 1 | 15 | 7  | +8  | Promoção para Liga A                        |  | —   | 2–1 | 3–0 | 5–0 |
| 2   | Áustria         | 11  | 6 | 3 | 2 | 1 | 14 | 5  | +9  | Qualificação para play-offs de promoção     |  | 5–1 | —   | 1–1 | 4–0 |
| 3   | Eslovênia       | 8   | 6 | 2 | 2 | 2 | 7  | 9  | −2  | Qualificação para play-offs de rebaixamento |  | 1–4 | 1–1 | —   | 3–0 |
| 4   | Cazaquistão (R) | 1   | 6 | 0 | 1 | 5 | 0  | 15 | −15 | Rebaixado à Liga C                          |  | 0–0 | 0–2 | 0–1 | —   |

### Grupo 4
| Pos | Equipe            | Pts | J | V | E | D | GP | GC | SG | Classificação ou descenso                   |  | WAL | TUR | ISL | MNE |
| --- | ----------------- | --- | - | - | - | - | -- | -- | -- | ------------------------------------------- |  | --- | --- | --- | --- |
| 1   | País de Gales (P) | 12  | 6 | 3 | 3 | 0 | 9  | 4  | +5 | Promoção para Liga A                        |  | —   | 0–0 | 4–1 | 1–0 |
| 2   | Turquia           | 11  | 6 | 3 | 2 | 1 | 9  | 7  | +2 | Qualificação para play-offs de promoção     |  | 0–0 | —   | 3–1 | 1–0 |
| 3   | Islândia          | 7   | 6 | 2 | 1 | 3 | 10 | 13 | −3 | Qualificação para play-offs de rebaixamento |  | 2–2 | 2–4 | —   | 2–0 |
| 4   | Montenegro (R)    | 3   | 6 | 1 | 0 | 5 | 4  | 9  | −5 | Rebaixado à Liga C                          |  | 1–2 | 3–1 | 0–2 | —   |

## Liga C

### Grupo 1
| Pos | Equipe         | Pts | J | V | E | D | GP | GC | SG  | Classificação ou descenso                                            |  | SWE | SVK | EST | AZE |
| --- | -------------- | --- | - | - | - | - | -- | -- | --- | -------------------------------------------------------------------- |  | --- | --- | --- | --- |
| 1   | Suécia (P)     | 16  | 6 | 5 | 1 | 0 | 19 | 4  | +15 | Promoção para Liga B                                                 |  | —   | 2–1 | 3–0 | 6–0 |
| 2   | Eslováquia     | 13  | 6 | 4 | 1 | 1 | 10 | 5  | +5  | Qualificação para play-offs de promoção                              |  | 2–2 | —   | 1–0 | 2–0 |
| 3   | Estónia        | 4   | 6 | 1 | 1 | 4 | 3  | 9  | −6  |                                                                      |  | 0–3 | 0–1 | —   | 3–1 |
| 4   | Azerbaijão (R) | 1   | 6 | 0 | 1 | 5 | 3  | 17 | −14 | Rebaixado à Liga D ou ou qualificação para play-offs de rebaixamento |  | 1–3 | 1–3 | 0–0 | —   |

### Grupo 2
| Pos | Equipe       | Pts | J | V | E | D | GP | GC | SG  | Classificação ou descenso                                            |  | ROU | KOS | CYP | LTU |
| --- | ------------ | --- | - | - | - | - | -- | -- | --- | -------------------------------------------------------------------- |  | --- | --- | --- | --- |
| 1   | Romênia (P)  | 18  | 6 | 6 | 0 | 0 | 18 | 3  | +15 | Promoção para Liga B                                                 |  | —   | 3–0 | 4–1 | 3–1 |
| 2   | Kosovo       | 12  | 6 | 4 | 0 | 2 | 10 | 7  | +3  | Qualificação para play-offs de promoção                              |  | 0–3 | —   | 3–0 | 1–0 |
| 3   | Chipre       | 6   | 6 | 2 | 0 | 4 | 4  | 15 | −11 |                                                                      |  | 0–3 | 0–4 | —   | 2–1 |
| 4   | Lituânia (R) | 0   | 6 | 0 | 0 | 6 | 4  | 11 | −7  | Rebaixado à Liga D ou ou qualificação para play-offs de rebaixamento |  | 1–2 | 1–2 | 0–1 | —   |

1. ↑  A partida Romênia x Kosovo foi suspensa em 0–0 durante os acréscimos do segundo tempo, depois que o time de Kosovo deixou o campo, com a partida abandonada em seguida.[21] A partida foi posteriormente marcada como uma vitória de 3–0 para a Romênia.[22]

### Grupo 3
| Pos | Equipe               | Pts | J | V | E | D | GP | GC | SG | Classificação ou descenso                                            |  | NIR | BUL | BLR | LUX |
| --- | -------------------- | --- | - | - | - | - | -- | -- | -- | -------------------------------------------------------------------- |  | --- | --- | --- | --- |
| 1   | Irlanda do Norte (P) | 11  | 6 | 3 | 2 | 1 | 11 | 3  | +8 | Promoção para Liga B                                                 |  | —   | 5–0 | 2–0 | 2–0 |
| 2   | Bulgária             | 9   | 6 | 2 | 3 | 1 | 3  | 6  | −3 | Qualificação para play-offs de promoção                              |  | 1–0 | —   | 1–1 | 0–0 |
| 3   | Bielorrússia         | 7   | 6 | 1 | 4 | 1 | 3  | 4  | −1 |                                                                      |  | 0–0 | 0–0 | —   | 1–1 |
| 4   | Luxemburgo (Z)       | 3   | 6 | 0 | 3 | 3 | 3  | 7  | −4 | Rebaixado à Liga D ou ou qualificação para play-offs de rebaixamento |  | 2–2 | 1–0 | 0–1 | —   |

### Grupo 4
| Pos | Equipe                 | Pts | J | V | E | D | GP | GC | SG | Classificação ou descenso                                            |  | MKD | ARM | FRO | LVA |
| --- | ---------------------- | --- | - | - | - | - | -- | -- | -- | -------------------------------------------------------------------- |  | --- | --- | --- | --- |
| 1   | Macedônia do Norte (P) | 16  | 6 | 5 | 1 | 0 | 10 | 1  | +9 | Promoção para Liga B                                                 |  | —   | 2–0 | 1–0 | 1–0 |
| 2   | Armênia                | 7   | 6 | 2 | 1 | 3 | 8  | 9  | −1 | Qualificação para play-offs de promoção                              |  | 0–2 | —   | 0–1 | 4–1 |
| 3   | Ilhas Faroé            | 6   | 6 | 1 | 3 | 2 | 5  | 6  | −1 |                                                                      |  | 1–1 | 2–2 | —   | 1–1 |
| 4   | Letónia (Z)            | 4   | 6 | 1 | 1 | 4 | 4  | 11 | −7 | Rebaixado à Liga D ou ou qualificação para play-offs de rebaixamento |  | 0–3 | 1–2 | 1–0 | —   |

## Liga D

### Grupo 1
| Pos | Equipe         | Pts | J | V | E | D | GP | GC | SG | Classificação ou descenso               |  | SMR | GIB | LIE |
| --- | -------------- | --- | - | - | - | - | -- | -- | -- | --------------------------------------- |  | --- | --- | --- |
| 1   | San Marino (P) | 7   | 4 | 2 | 1 | 1 | 5  | 3  | +2 | Promoção para Liga C                    |  | —   | 1–1 | 1–0 |
| 2   | Gibraltar      | 6   | 4 | 1 | 3 | 0 | 4  | 3  | +1 | Qualificação para play-offs de promoção |  | 1–0 | —   | 2–2 |
| 3   | Liechtenstein  | 2   | 4 | 0 | 2 | 2 | 3  | 6  | −3 |                                         |  | 1–3 | 0–0 | —   |

### Grupo 2
| Pos | Equipe       | Pts | J | V | E | D | GP | GC | SG | Classificação ou descenso               |  | MDA | MLT | AND |
| --- | ------------ | --- | - | - | - | - | -- | -- | -- | --------------------------------------- |  | --- | --- | --- |
| 1   | Moldávia (P) | 9   | 4 | 3 | 0 | 1 | 5  | 1  | +4 | Promoção para Liga C                    |  | —   | 2–0 | 2–0 |
| 2   | Malta        | 7   | 4 | 2 | 1 | 1 | 2  | 2  | 0  | Qualificação para play-offs de promoção |  | 1–0 | —   | 0–0 |
| 3   | Andorra      | 1   | 4 | 0 | 1 | 3 | 0  | 4  | −4 |                                         |  | 0–1 | 0–1 | —   |

## Playoff de rebaixamento
Os play-offs de promoção/rebaixamento da Liga das Nações da UEFA de 2024–25 serão os play-offs de promoção e rebaixamento da temporada de 2024–25 da Liga das Nações da UEFA , a quarta temporada da competição internacional de futebol envolvendo as seleções nacionais masculinas das associações-membro da UEFA . Os play-offs, recém-adicionados para esta temporada, determinarão algumas das equipes que serão promovidas, rebaixadas ou permanecerão em suas respectivas ligas para a temporada de 2026–27 .

## Formatar
Em 25 de janeiro de 2023, o Comitê Executivo da UEFA confirmou um formato alterado para a Liga das Nações de 2024–25, incluindo a adição dos play-offs de promoção/rebaixamento. Além da promoção e rebaixamento automáticos decididos pela fase da liga, os play-offs de promoção/rebaixamento determinarão a composição final das ligas para a Liga das Nações da UEFA de 2026–27 . As partidas serão disputadas em casa e fora em duas mãos . Se o time da liga superior for o vencedor, ambos os times permanecerão em suas respectivas ligas, enquanto se o time da liga inferior vencer, eles serão promovidos para a liga superior, com os perdedores rebaixados para a liga inferior.
Os confrontos nos play-offs de promoção/rebaixamento são os seguintes:
- Os terceiros colocados da Liga A enfrentarão os segundos colocados da Liga B (quatro empates em março de 2025).
- Os terceiros colocados da Liga B enfrentarão os segundos colocados da Liga A (quatro empates em março de 2025).
- Os dois melhores quartos colocados da Liga C enfrentarão os segundos colocados da Liga D (dois empates em março de 2026).
  - Se qualquer uma das equipes programadas para participar dos play-offs da Liga C/D se classificar para a segunda rodada (play-offs) das eliminatórias da Copa do Mundo FIFA de 2026 em março de 2026, os play-offs da Liga C/D não serão disputados, e todas as equipes permanecerão em suas respectivas ligas.

As equipes das ligas mais altas serão classificadas e jogarão a segunda partida em casa. Nos jogos de duas mãos, a equipe que marcar mais gols no total é a vencedora. Se o placar agregado estiver empatado, a prorrogação é jogada (a regra dos gols fora de casa não é aplicada). Se o placar permanecer empatado após a prorrogação, uma disputa de pênaltis é usada para decidir o vencedor.

## Equipes qualificadas
As seguintes equipes se classificaram para os play-offs de promoção/rebaixamento.
| Group | Third place |
| ----- | ----------- |
| A1    | Escócia     |
| A2    | Bélgica     |
| A3    | Hungria     |
| A4    | Sérvia      |

| Group | Runners-up | Third place |
| ----- | ---------- | ----------- |
| B1    | Ucrânia    | Geórgia     |
| B2    | Grécia     | Irlanda     |
| B3    | Áustria    | Eslovênia   |
| B4    | Turquia    | Islândia    |

| Group | Runners-up | Fourth place (best two qualify) |
| ----- | ---------- | ------------------------------- |
| C1    | Eslováquia | —                               |
| C2    | Kosovo     | —                               |
| C3    | Bulgária   | Luxemburgo                      |
| C4    | Armênia    | Letónia                         |

| Group | Runners-up |
| ----- | ---------- |
| D1    | Gibraltar  |
| D2    | Malta      |

## Empate
O sorteio para os play-offs de promoção/rebaixamento foi realizado em 22 de novembro de 2024, 12:00 CET , na sede da UEFA em Nyon , Suíça, junto com o sorteio para as quartas de final e semifinais da Liga A.  No sorteio, os times das ligas superiores foram cabeças de chave e sorteados para sediar a segunda mão, enquanto os times das ligas inferiores não foram cabeças de chave e sorteados para sediar a primeira mão. Primeiro, todos os times do pote não cabeça de chave foram sorteados em pares em ordem (do par 1–4 para A/B e B/C, e par 1–2 para C/D), após o que os times do pote cabeça de chave foram sorteados aleatoriamente para os pares (em ordem numérica) como seus oponentes.
Não foram aplicadas condições sobre confrontos proibidos no sorteio.

## Liga A vs Liga B
Os play-offs da Liga A/B contarão com os quatro terceiros colocados da Liga A contra os quatro segundos colocados da Liga B.

| Chave | Equipe 1 | Total | Equipe 2 | Ida | Volta |
| ----- | -------- | ----- | -------- | --- | ----- |
| S1    | Turquia  | 6–1   | Hungria  | 3–1 | 3–0   |
| S2    | Ucrânia  | 3–4   | Bélgica  | 3–1 | 0–3   |
| S3    | Áustria  | 1–3   | Sérvia   | 1–1 | 0–2   |
| S4    | Grécia   | 3–1   | Escócia  | 0–1 | 3–0   |

### Chave S1
| 20 março            | Turquia                                 | 3 – 1     | Hungria     | Rams Park, Istanbul                        |
| 18:00 (20:00 UTC+3) | Kökçü 9' · Aktürkoğlu 69' · Kahveci 73' | Relatório | Schäfer 25' | Público: 38 500 Árbitro: SVK Ivan Kružliak |

| 23 março | Hungria | 0 – 3     | Turquia                                          | Puskás Aréna, Budapest    |
| 18:00    |         | Relatório | Çalhanoğlu 37' (pen.) · Güler 39' · Bardakcı 90' | Árbitro: GER Felix Zwayer |

A Turquia venceu por 6–1 no total e foi promovida à Liga A, enquanto a Hungria foi rebaixada à Liga B.

### Chave S2
| 20 março | Ucrânia                                  | 3 – 1     | Bélgica    | Estadio Nueva Condomina, Murcia (Spain)    |
| 20:45    | Hutsulyak 66' · Vanat 73' · Zabarnyi 78' | Relatório | Lukaku 40' | Público: 8 767 Árbitro: SUI Sandro Schärer |

| 23 março | Bélgica                         | 3 – 0     | Ucrânia | Cegeka Arena, Genk                          |
| 20:45    | De Cuyper 70' · Lukaku 75', 86' | Relatório |         | Público: 19 446 Árbitro: GER Daniel Siebert |

A Bélgica venceu por 4 a 3 no total e, portanto, ambas as equipes permaneceram em suas respectivas ligas.

### Chave S3
| 20 março | Áustria         | 1 – 1     | Sérvia        | Ernst-Happel-Stadion, Vienna               |
| 20:45    | Gregoritsch 37' | Relatório | Samardžić 61' | Público: 46 400 Árbitro: POR João Pinheiro |

| 23 março | Sérvia                             | 2 – 0     | Áustria | Red Star Stadium, Belgrade               |
| 18:00    | N. Maksimović 56' · Vlahović 90+1' | Relatório |         | Árbitro: ESP José María Sánchez Martínez |

A Sérvia venceu por 3 a 1 no total e, portanto, ambas as equipes permaneceram em suas respectivas ligas.

### Chave S4
| 20 março            | Grécia | 0 – 1     | Escócia       | Karaiskakis Stadium, Piraeus                |
| 20:45 (21:45 UTC+2) |        | Relatório | McTominay 33' | Público: 31 483 Árbitro: GER Tobias Stieler |

| 23 março            | Escócia | 0 – 3     | Grécia                                        | Hampden Park, Glasgow     |
| 18:00 (17:00 UTC+0) |         | Relatório | Konstantelias 20' · Karetsas 42' · Tzolis 46' | Árbitro: ITA Davide Massa |

A Grécia venceu por 3 a 1 no total e foi promovida à Liga A, enquanto a Escócia foi rebaixada à Liga B.

## Liga B vs Liga C
Os play-offs da Liga B/C contarão com os quatro terceiros colocados da Liga B contra os quatro segundos colocados da Liga C.

| Chave | Equipe 1   | Total | Equipe 2  | Ida | Volta |
| ----- | ---------- | ----- | --------- | --- | ----- |
| S1    | Kosovo     | 5–2   | Islândia  | 2–1 | 3–1   |
| S2    | Bulgária   | 2–4   | Irlanda   | 1–2 | 1–2   |
| S3    | Armênia    | 1–9   | Geórgia   | 0–3 | 1–6   |
| S4    | Eslováquia | 0–1   | Eslovênia | 0–0 | 0–1   |

### Chave S1
| 20 março | Kosovo                      | 2 – 1     | Islândia      | Fadil Vokrri Stadium, Pristina                |
| 20:45    | Dellova 19' · Rexhbeçaj 58' | Relatório | Óskarsson 22' | Público: 12 857 Árbitro: NED Serdar Gözübüyük |

| 23 março            | Islândia     | 1 – 3     | Kosovo                 | Estadio Nueva Condomina, Murcia (Espanha) |
| 18:00 (17:00 UTC+0) | Óskarsson 2' | Relatório | Muriqi 35', 45+3', 79' | Árbitro: ESP Jesús Gil Manzano            |

O Kosovo venceu por 5–2 no total e foi promovido à Liga B, enquanto a Islândia foi rebaixada para a Liga C.

### Chave S2
| 20 março            | Bulgária     | 1 – 2     | Irlanda                | Stadion Hristo Botev, Plovdiv              |
| 20:45 (21:45 UTC+2) | M. Petkov 6' | Relatório | Azaz 21' · Doherty 42' | Público: 7 835 Árbitro: FRA Benoît Bastien |

| 23 março            | Irlanda                 | 2 – 1     | Bulgária  | Aviva Stadium, Dublin                         |
| 20:45 (19:45 UTC+0) | Ferguson 63' · Idah 84' | Relatório | Antov 30' | Público: 40 156 Árbitro: TUR Halil Umut Meler |

A Irlanda venceu por 4 a 2 no total e, portanto, ambas as equipes permaneceram em suas respectivas ligas.

### Chave S3
| 20 março            | Armênia | 0 – 3     | Geórgia                                 | Vazgen Sargsyan Republican Stadium, Yerevan |
| 18:00 (21:00 UTC+4) |         | Relatório | Kochorashvili 32' · Mikautadze 37', 59' | Público: 14 414 Árbitro: ROU Radu Petrescu  |

| 23 março            | Geórgia                                                                                         | 6 – 1     | Armênia      | Boris Paichadze Dinamo Arena, Tbilisi |
| 15:00 (18:00 UTC+4) | Haroyan 4' (o.g.) · Mikautadze 14', 35' · Chakvetadze 23' · Kiteishvili 27' · Kvaratskhelia 62' | Relatório | Sevikyan 48' | Árbitro: ENG Anthony Taylor           |

A Geórgia venceu por 9 a 1 no total e, portanto, ambos os times permaneceram em suas respectivas ligas.

### Chave S4
| 20 março | Eslováquia | 0 – 0     | Eslovênia | Tehelné pole, Bratislava                      |
| 20:45    |            | Relatório |           | Público: 12 545 Árbitro: ITA Maurizio Mariani |

| 23 março | Eslovênia        | 1 – 0     | Eslováquia | Stožice Stadium, Ljubljana |
| 20:45    | Gnezda Čerin 95' | Relatório |            | Árbitro: ROM István Kovács |

A Eslovênia venceu por 1 a 0 no total e, portanto, ambas as equipes permaneceram em suas respectivas ligas.

## Liga C vs Liga D
Os play-offs da Liga C/D contarão com os dois melhores times do quarto lugar da Liga C contra os dois segundos colocados da Liga D.
| Chave | Equipe 1  | Total | Equipe 2   | Ida       | Volta     |
| ----- | --------- | ----- | ---------- | --------- | --------- |
| S1    | Gibraltar | –     | Letónia    | 26 mar 26 | 31 mar 26 |
| S2    | Malta     | –     | Luxemburgo | 26 mar 26 | 31 mar 26 |

### Chave S1
| 26 março 2026 | Gibraltar | –         | Letónia |  |
| 18:00         |           | Relatório |         |  |

| 31 março 26         | Letónia | –         | Gibraltar | Skonto Stadium, Riga |
| 18:00 (19:00 UTC+3) |         | Relatório |           |                      |

### Chave S2
| 26 março 26 | Malta | –         | Luxemburgo | National Stadium, Ta' Qali |
| 18:00       |       | Relatório |            |                            |

| 31 março 26 | Luxemburgo | –         | Malta | Stade de Luxembourg, Luxembourg |
| 18:00       |            | Relatório |       |                                 |